# Max Adler

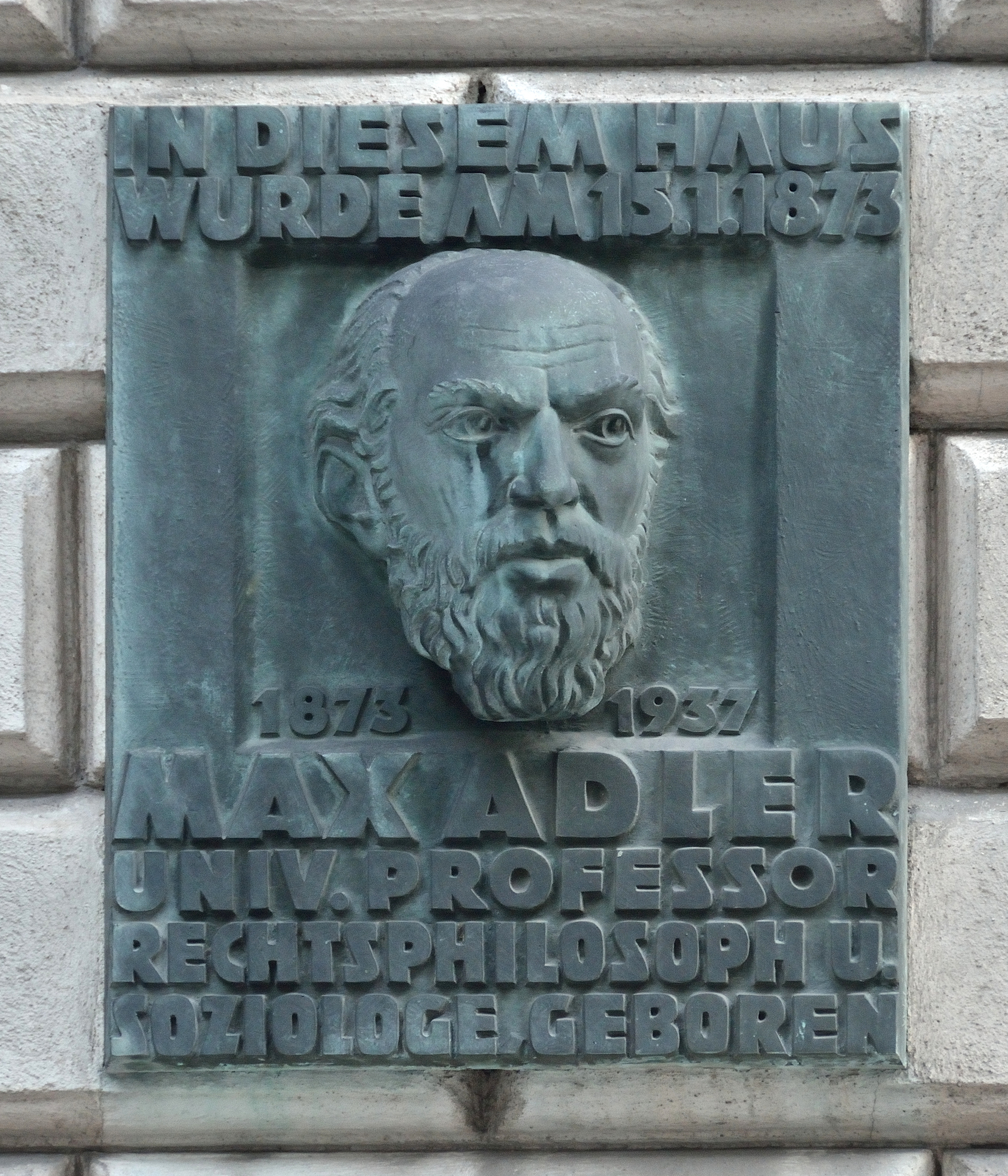
Minnesplakett på Max Adlers födelsehus.

Max Adler, född 15 januari 1873 i Wien, död 28 juni 1937 i Wien, var en österrikisk jurist och politiker.
Adler var aktiv socialist och utvecklade tillsammans med Otto Bauer och Karl Renner den idériktning som kom att kallas austromarxism. Han kom att spela en betydelsefull roll särskilt inom den österrikiska arbetarrörelsen, och utgav bland annat Marx als Denker (1908).
Allt som Adler hade utgivit i bokform brändes av nationalsocialister under bokbålen runt om i Nazityskland 1933.